# Барлеттский собор
Санта-Мария-Маджоре (итал. Concattedrale di Santa Maria Maggiore) — один из трёх кафедральных соборов архиепархии Трани-Барлетта-Бишелье, расположенный в городе Барлетта (итальянский регион Апулия).
Место, на котором построен современный собор Санта-Мария-Маджоре, издавна использовалось для различных культовых сооружений. Сохранились следы существовавшего с IV века до нашей эры гипогеума, по предположению археологов — подземного храма, посвящённого Нептуну.
В VI веке нашей эры на месте гипогеума был построен первый христианский храм. В IX веке, с переселением монахов и прихожан из разрушенной пиратами Канозы, он был значительно перестроен и получил имя Санта-Мария-де-Ауксилио. С приходом норманнов церковь сменила имя на Санта-Мария-Маджоре.
В XII веке на месте прежней церкви началось строительство новой с тем же именем, это была традиционная романская трёхнефная базилика. В XIII веке граф Джованни Пипино да Барлетта потребовал значительного расширения церкви. Апсида храма была разобрана и три романских нефа были продолжены на восток, при этом продолжения нефов и новая апсида были выстроены уже в готическом стиле. Таким образом собор Барлетты является наглядным сравнительным образцом различий двух доминирующих стилей средневековой храмовой архитектуры. Церковь и в дальнейшем продолжала активно достраиваться и свой окончательный современный вид получила в XVI веке.